# Cesare Cesariano
Cesare Cesariano (né à Milan en 1475 et mort en 1543) est un peintre et un architecte italien.

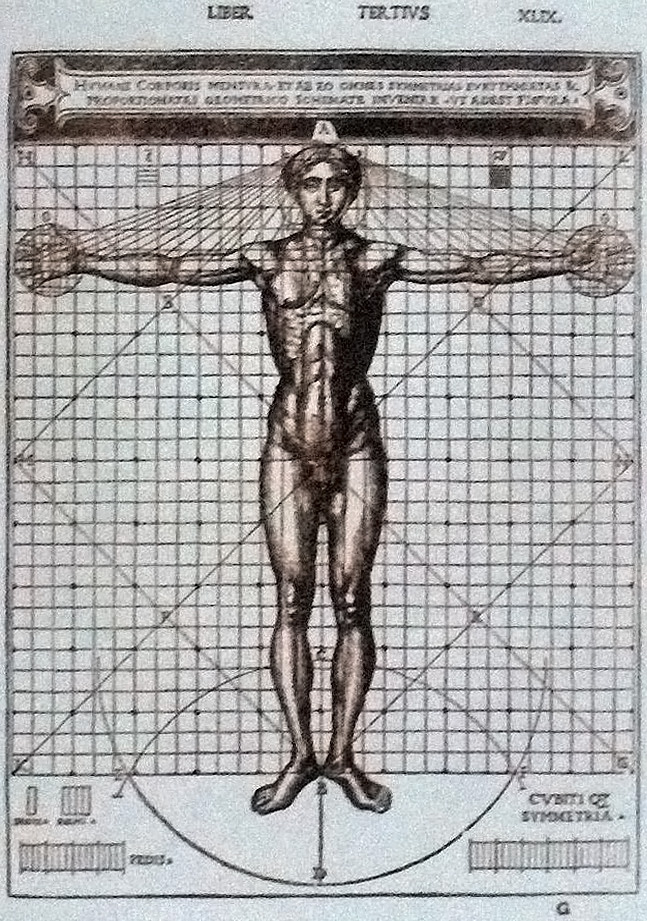
L'homme vitruvien de Cesare Cesariano.

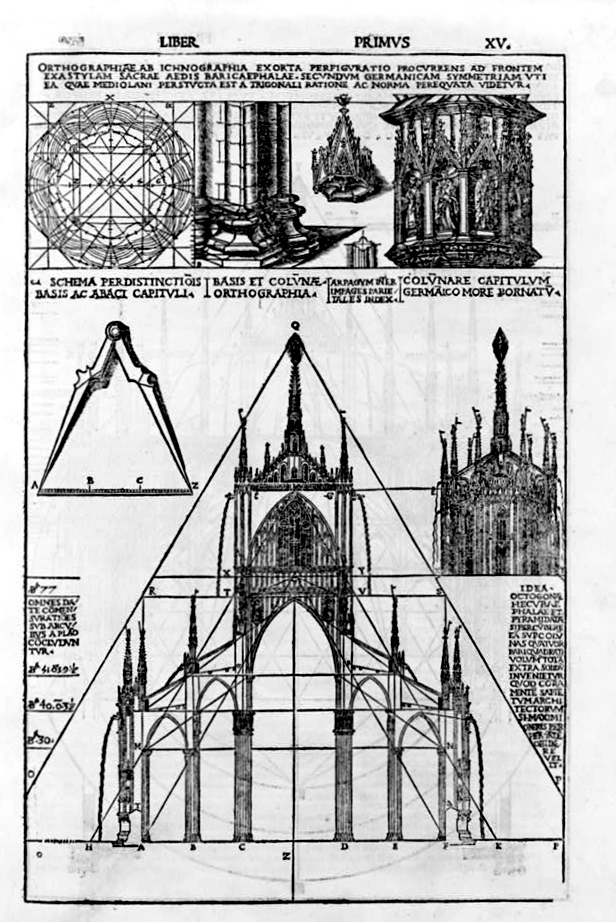
Études sur les proportions du Duomo.

Il est surtout connu comme le premier traducteur de l'œuvre de Vitruve De Architectura imprimée dans une langue moderne (l'italien).

## Biographie
Dans sa ville natale, il effectue son apprentissage jusqu'en 1490 dans l'atelier de Bramante. Puis, il séjourne dans diverses cités parmi lesquelles Ferrare, Plaisance et à partir de 1496, pour une longue période à Reggio d'Émilie où il est souvent nommé le « César de Reggio ». Dans les premières années du Cinquecento, il travaille à Parme et peint la sacristie de San Giovanni Evangelista. En 1507, il est à Rome où il noue des contacts avec Le Pérugin, Pinturicchio et Luca Signorelli. De retour à Milan en 1513, il devient ingénieur et architecte militaire de la cour du duc Maximilien Sforza. Il participe au projet de l'église Santa Maria dei Miracoli presso San Celso, en particulier au sobre quadriportique (it) édifié sur les modèles de la Rome antique. Il établit aussi les plans du système défensif du Castello Sforzesco de Milan.
En 1521, il traduit et commente l'œuvre de Vitruve De Architectura. Cette édition publiée à Côme, avec un tirage de 1 300 exemplaires, et illustrée de nombreuses gravures xylographiques sera souvent plagiée par les éditeurs du XVIe siècle. Parmi les planches les plus connues se trouvent, entre autres, l'homme de Vitruve, rendu célèbre par un dessin de Leonard de Vinci, ainsi que le Duomo, édifice symbole de Milan.
En 1528, il obtient du gouverneur espagnol la charge d'ingénieur ducal, puis la reconnaissance d'architecte de la ville de Milan, et enfin en 1535, il est un des directeurs de l'Opera del Duomo.